# Duna TV Híradó
A Híradó a néhai Duna Televízió naponta jelentkező hírműsora volt. A műsort az MTI Hírcentrum munkatársai szerkesztették és az MTVA gyártotta. Fő kiadása minden nap 18:00-kor (2008. január 14-től június 20-ig 17:45-kor) jelentkezett a Duna csatornán, amelyet 19:00-tól a Duna World ismételt meg. Az adást követően kezdődött a Dunasport, a Duna Televízió sportműsora, majd az Időjárás-jelentés. Hétköznaponként reggel, délben és este is jelentkezett, viszont vasárnaponként csak délben és este. A műsor déli kiadása rövidebb, általában 15 perc hosszúságú volt. A közmédia 2015-ös átalakítását követően március 14-én jelentkezett utoljára a Duna Televízió Híradója. 2015. március 15-től az M1 napi aktuális csatorna három híradóját sugározza élőben: a 6 órait (eleinte a 7 órait), a 12 órait és a 18 órait. Mind a három műsort követően a Nemzeti Sporthíradó és az Időjárás-jelentés  közvetítik.